# بیمارستان سینا (مراغه)

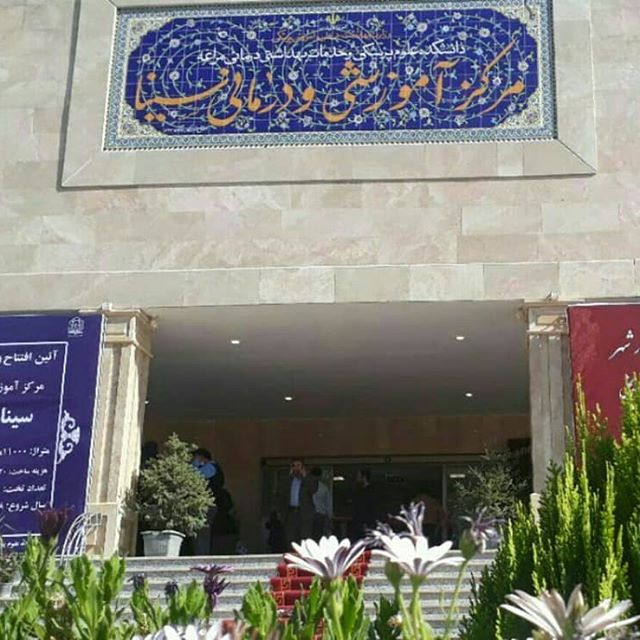
بیمارستان سینا

مرکز آموزشی و درمانی سینای مراغه به‌عنوان سومین بیمارستان مراغه و دومین بیمارستان پس از انقلاب اسلامی است که در ۱۹ شهریور ۱۳۹۷ افتتاح شد.

## تأسیس
بیمارستان سینای مراغه وابسته به دانشکده علوم پزشکی مراغه در زمینی با زیربنای ۱۱ هزار مترمربع در چهار طبقه و با اعتباری بالغ بر ۴۲ میلیارد تومان در محل قدیمی خود واقع در خیابان دانشسرا ساخته شده‌است. این بیمارستان دارای بخش‌های اورژانس، بستری جراحی، داخلی، کودکان، زنان و زایمان، مراقبت‌های ویژه CCU و ICU، دندانپزشکی، فیزیوتراپی، آزمایشگاه، رادیولوژی و داروخانه است. بیمارستان سینا به‌عنوان سومین بیمارستان مراغه در حالی افتتاح شد که بیمارستان شهید بهشتی مراغه در سال ۱۳۱۱ و بیمارستان امیرالمؤمنین (ع) این شهر در سال ۱۳۸۰ به بهره‌برداری رسیده بود. با افتتاح فاز اول این بیمارستان۱۰۰ تخت به مجموع تخت‌های این شهرستان اضافه شد تا این شهرستان با مجموع بیش از ۴۲۰ تخت بیمارستانی به عنوان دومین قطب درمانی آذربایجان شرقی پس از تبریز معرفی شود که این شهرستان را به قطب خدمات درمانی در جنوب استان تبدیل می‌کند. همچنین بیمارستان ۳۵۰ تختخوابی این شهر مجوزها و تاییده‌های فنی لازم از سوی وزارت بهداشت صادر شده‌است. شهر مراغه با حدود ۲۷۰ هزار نفر جمعیت در ۱۲۷ کیلومتری تبریز، مرکز آذربایجان شرقی واقع است.